# Юстинув (Соколовський повіт)
Юстинув (пол. Justynów) — село в Польщі, у гміні Соколів-Підляський Соколовського повіту Мазовецького воєводства.
Населення — 164 особи (2011).
У 1975-1998 роках село належало до Седлецького воєводства.

## Демографія
Демографічна структура станом на 31 березня 2011 року:
|          | Загалом | Допрацездатний вік | Працездатний вік | Постпрацездатний вік |
| -------- | ------- | ------------------ | ---------------- | -------------------- |
| Чоловіки | 84      | 14                 | 59               | 11                   |
| Жінки    | 80      | 14                 | 42               | 24                   |
| Разом    | 164     | 28                 | 101              | 35                   |